# Carbajales (ort i Honduras)
Carbajales är en ort i Honduras.   Den ligger i departementet Departamento de Yoro, i den centrala delen av landet, 180 km nordost om huvudstaden Tegucigalpa. Carbajales ligger 378 meter över havet och antalet invånare är 1 102.
Terrängen runt Carbajales är varierad. Carbajales ligger uppe på en höjd. Runt Carbajales är det ganska glesbefolkat, med 30 invånare per kvadratkilometer. Närmaste större samhälle är Sabá, 12,0 km sydost om Carbajales. Omgivningarna runt Carbajales är en mosaik av jordbruksmark och naturlig växtlighet.